# 분류

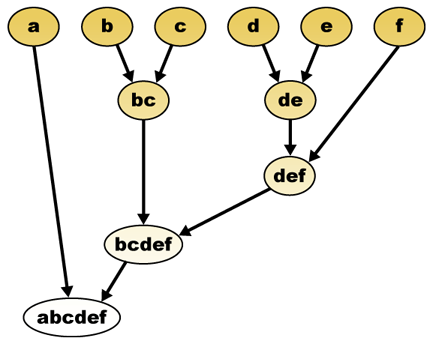

분류(分類, 영어: categorization 또는 classification)는 개념이나 주체를 인지하고, 차별화하고, 이해하는 과정을 말한다. 분류는 주체가 범주 안에 있는 것을 암시하며, 보통 특정한 목적을 가지고 있다. 개념적으로 범주는 지식의 주체와 개체 사이의 관계를 서술해 준다. 수학에서의 집합 개념과 유사한 부분이 있다. 분류는 언어, 추측, 추론, 의사결정, 그리고 환경과 관련한 모든 종류의 상호작용에 필수적이다.
많은 분류 이론과 기술이 있고, 역사적인 관점으로 들어가면 분류를 세 가지로 접근할 수 있음을 알 수 있다.
- 고전적 분류
- 개념적 집략화
- 원형 이론(prototype theory)

분류를 영어로 'categorization'이라고 한다. 이와 비슷한 낱말 카테고리(category)는 범주라는 뜻이다.

## 같이 보기
- 의미론
- 도서 분류법
- 소크라테스
- 분류학
- 존재론
- 정보 아키텍처